# Steinbutt

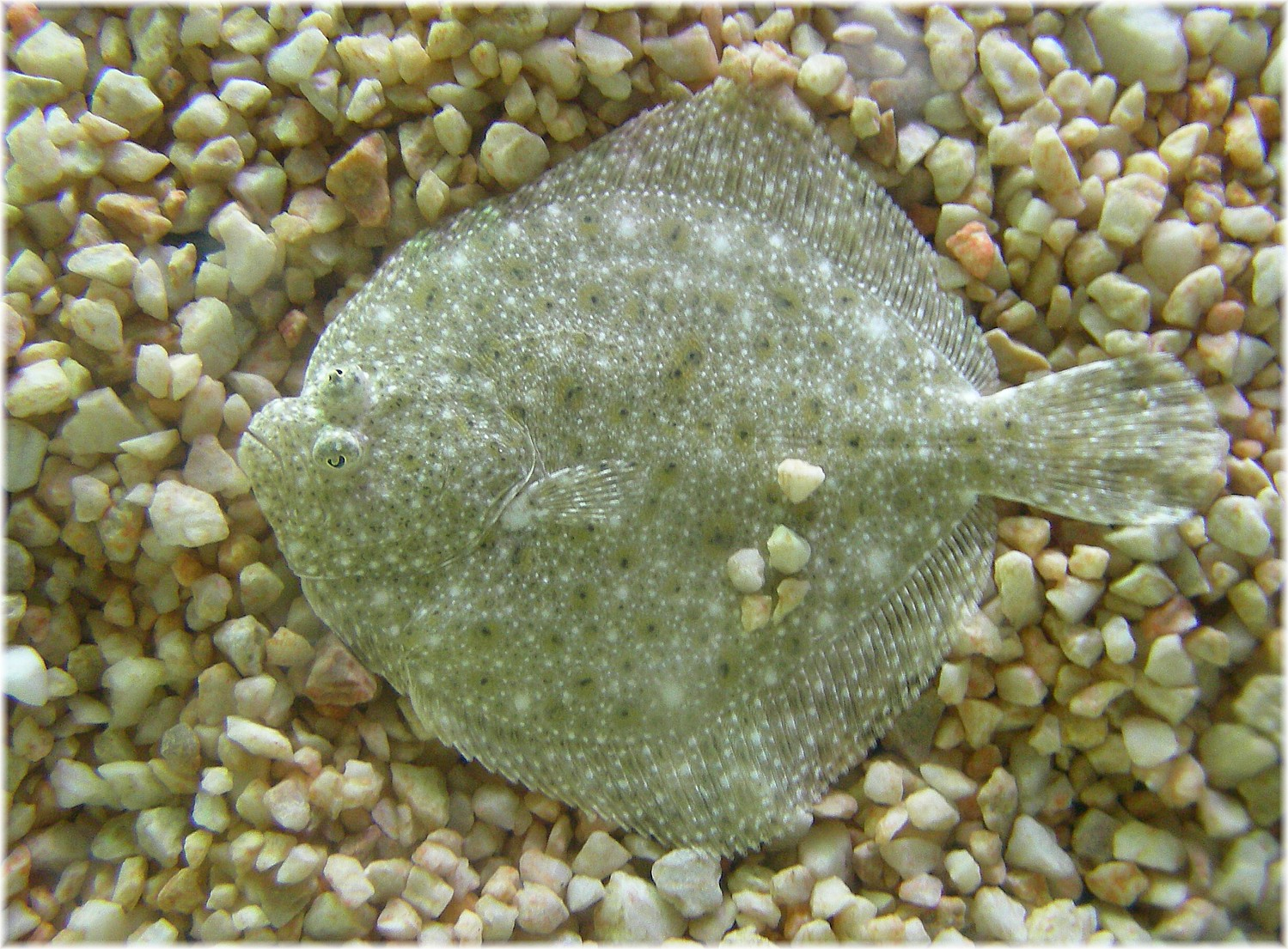
Steinbutt, Aufnahme an der Küste Galiciens

Der Steinbutt (Scophthalmus maximus, Syn.: Psetta maxima, Bothus maximus, Rhombus maximus L.) ist ein Plattfisch, dessen Augen auf seiner linken Körperflanke liegen.

## Merkmale
Die Unterseite, das heißt die ursprünglich rechte Körperflanke, ist weiß. Die zur Oberseite gewordene linke Körperflanke passt sich an die Umgebung an. Sie ist schuppenlos, aber mit großen Knochenhöckern versehen, die wie kleine Steine
aussehen, von denen der Fisch seinen Namen erhalten hat. Der Steinbutt lebt an den europäischen Küsten des Atlantischen Ozeans, des Mittelmeeres, der Nord- und Ostsee auf Sand und Geröll in Tiefen von 20 bis 70 Metern. Hier erbeutet er vornehmlich am Boden lebende kleine Fische, aber auch Krebse und Weichtiere. Der fast kreisrunde, schuppenlose, geschätzte Speisefisch erreicht eine durchschnittliche Länge von 50 bis 70 Zentimetern, wird seltener auch bis zu einem Meter lang, wobei er dann ein Gewicht von mehr als 20 Kilogramm erreicht. Im Handel wird er auch als Turbutt bezeichnet (englisch Turbot).
Nah verwandt mit dem Steinbutt ist der ebenfalls an europäischen Küsten vorkommende Glattbutt.

## Fortpflanzung
Die Laichzeit ist im Nordseegebiet von April bis August. Dabei gibt das Weibchen, der Rogner, in Gewässertiefen von 10 bis 40 Metern je nach Körpergröße 10 bis 15 Millionen Eier in das freie Wasser ab. Nach Besamung durch das Männchen, den Milchner, entwickeln sich aus den befruchteten Eiern nach sieben bis neun Tagen die anfangs symmetrischen Larven, die sich in den flachen Küstenabschnitten von Plankton ernähren. Wenn die – inzwischen stark asymmetrisch, nämlich linksäugig gewordenen – Jungfische eine Länge von acht bis zehn Zentimetern erreicht haben, ziehen sie in tieferes Wasser, wo sie nach fünf Jahren fortpflanzungsfähig werden.